# Шафферер, Ангелика
Ангели́ка Ша́фферер (нем. Angelika Schafferer; 27 января 1948, Ринн) — австрийская саночница, выступала за сборную Австрии в конце 1960-х — начале 1980-х годов. Участница трёх зимних Олимпийских игр, трёхкратная обладательница Кубка мира, бронзовая призёрша чемпионата мира, участница многих международных турниров и национальных первенств.

## Биография
Ангелика Шафферер родилась 27 января 1948 года в коммуне Ринн. В молодости переехала в город Абзам, где присоединилась к местному саночному клубу «Халльтал» и вскоре начала показывать довольно неплохие результаты. На международном уровне дебютировала в 1969 году, на чемпионате мира в немецком Кёнигсзе финишировала одиннадцатой. Год спустя на мировом первенстве в том же Кёнигсзе закрыла десятку сильнейших, ещё через год была двадцатой на домашнем чемпионате Европы в Имсте и пятнадцатой на чемпионате мира в итальянской Вальдаоре. В 1972 году на европейском первенстве в Кёнигсзе заняла восьмое место и благодаря череде удачных выступлений удостоилась права защищать честь страны на зимних Олимпийских играх 1972 года в Саппоро — по итогам всех четырёх заездов расположилась здесь на одиннадцатой строке женского одиночного зачёта.
В 1973 году Шафферер финишировала восьмой на чемпионате Европы в Кёнигсзе и одиннадцатой на чемпионате мира в Вальдаоре. Затем в течение двух сезонов неизменно попадала в десятку на всех крупнейших соревнованиях и, как результат, прошла отбор на Олимпиаду 1976 года в Инсбрук — фактор родной трассы дал ей некоторое преимущество, однако в конечном счёте она смогла добраться только до восьмой позиции.
На чемпионате мира 1977 года Шафферер заняла восьмое место, а в общем зачёте впервые проведённого Кубка мира по санному спорту разместилась на третьей строке. Следующий сезон оказался одним из самых успешных в её карьере, она стала обладательницей мирового кубка и завоевала бронзовую медаль на чемпионате мира в Имсте. В 1979 году была седьмой на европейском первенстве и пятой на первенстве мира, при этом Кубок вновь достался ей. Находясь в числе лучших саночниц мира, Ангелика Шафферер отправилась представлять страну на Олимпийские игры в Лейк-Плэйсид, однако получить олимпийскую медаль хоть какого-то достоинства снова не удалось — седьмое место. Несмотря на участие в трёх Олимпиадах, австрийка не стала завершать карьеру, а продолжила выступать ещё в течение нескольких лет, принимая участие во всех крупнейших международных турнирах. Так, в сезоне 1980/1981 она в третий раз подряд добыла мировой кубок, кроме того, финишировала седьмой на чемпионате мира в шведском Хаммарстранде.
Внучка - Маделайн Эгле, бронзовый призёр Олимпийских игр в Пхёнчхане, чемпионка мира и Европы в эстафете.